# Bernard Sumner
Bernard Sumner, conosciuto anche come Bernard Albrecht o Bernard Dicken (Broughton, 4 gennaio 1956), è un chitarrista, tastierista e cantante britannico.

## Biografia
È stato nel 1977 uno dei due fondatori del gruppo Joy Division insieme a Peter Hook: nel gruppo suonerà la chitarra elettrica ed il sintetizzatore. Dei New Order, il gruppo nato dalle ceneri dei Joy Division, sarà anche paroliere e cantante. Il suo modo di cantare, che nel primo album dei New Order ricordava molto quello di Ian Curtis, dividerà i fan della vecchia band.
Durante la sua carriera userà vari cognomi: Sumner è il suo cognome di nascita, mentre Dicken è il cognome del suo padrino.
Si sposò il 28 ottobre 1978 con Sue Barlow ma, proprio come capiterà al collega Peter Hook, divorzierà poco tempo dopo.
Appassionato di musica rock e di musica elettronica, vanta alcune collaborazioni: tra queste il progetto Electronic con Johnny Marr degli Smiths, una comparsata con i Chemical Brothers, coi quali canta nel singolo Out of Control (1999) e con i Primal Scream (2000). Nel 2009 forma i Bad Lieutenant assieme a Jake Evans e Phil Cunningham, quest'ultimo già nei New Order.
Non ha alcun legame di parentela con il musicista Sting (il cui vero nome è Gordon Sumner).

## Nel cinema
Il personaggio Sumner è stato ritratto in due film. John Simm lo interpretava nella pellicola del 2002 24 Hour Party People, che raccontava la storia della Factory Records. Nel film sulla biografia di Ian Curtis, Control, il suo ruolo era affidato all'attore James Anthony Pearson.

## Discografia
(Singoli nei quali Bernard Sumner ha collaborato come cantante o chitarrista)
- 808 State - "Spanish Heart" (voce, 1991)
- Sub Sub feat: Bernard Sumner - "This Time I'm Not Wrong" (voce/chitarra, 1997)
- Chemical Brothers - "Out Of Control" (voce/chitarra, 1999)
- Primal Scream - "Shoot Speed Kill Light" (chitarra, 2000)
- Blank & Jones feat. Bernard Sumner - "Miracle Cure" (voce, 2008)
- Hot Chip, Hot City and Bernard Sumner - "Didn't Know What Love Was" (voce/sintetizzatori, 2010)